# 短波電影節

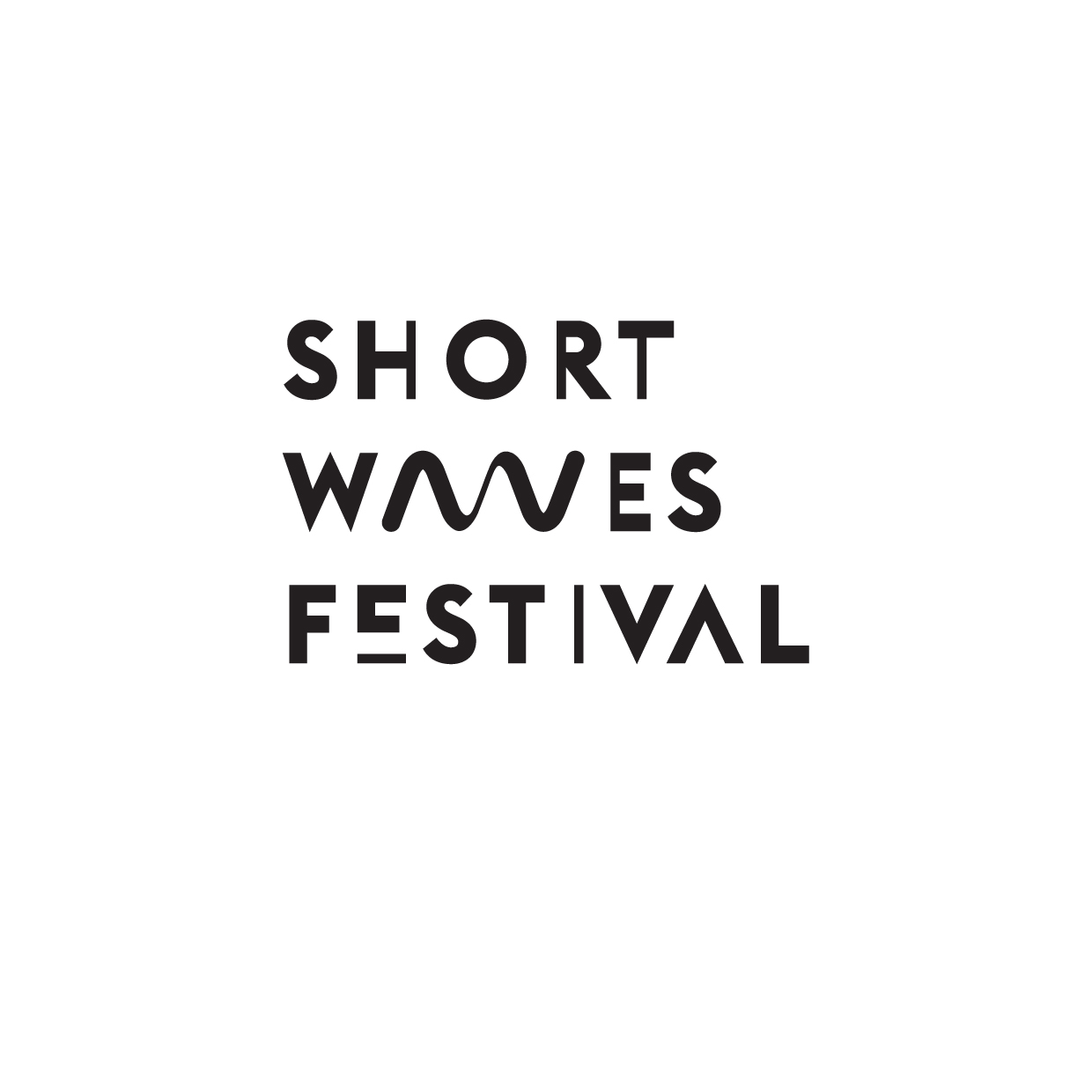
短波電影節官方logo

短波電影節是一系列位於波兰波茲南郊區的電影放映活動。

## 历史
2009年创立。主軸為競賽片放映，精選的傑出短片分成四大類；國際競賽，波蘭競賽，與鏡頭共舞及實驗性質的 unxpctd.mov。除了競賽之外，每年也有依據不同主題舉辦的各式活動。短波電影節充滿了特別活動、座談會、小組討論及計畫與劇本撰寫工作坊。所有活動包含工作室、電影院、俱樂部及藝文中心等場所，分散於波茲南的各個區域。

## 外部連結
- 短波電影節官網 （页面存档备份，存于）